# Oksana Romenskaja
Oksana Viktorovna Romenskaja (ryska: Оксана Викторовна Роменская), född den 6 juni 1976 i Rostov-na-Donu, Ryssland, är en rysk handbollsspelare.

## Klubbkarriär
Oksana Romenskaja började spela handboll i sin hemstad. Hon gjorde sin debut i den ryska ligan för det lokala laget Rostsemash Rostov och var med och vann det ryska mästerskapet 1994. 1998 flyttade hon till GK Kuban Krasnodar, där hon fick spela finalen i Cupvinnarcupen i handboll  2000. År 2000 flyttade hon till GK Lada Toljatti. Med kvinnorna från bilstaden  vann hon det ryska mästerskapet fem gånger 2002, 2003, 2004, 2005 och 2006 och 2002 Cupvinnarcupen i handboll. 2007 gick hon till den kommande  toppklubben Zveszda Zvenigorod tillsammans med tränaren Jevgenij Trefilov, som också var rysk förbundskapten då. Där vann hon ryska mästerskapet 2007 och EHF-cupen. 2008, ett år senare vann hon EHF Women´s Champions League med Zvezda .
Oksana var lång,190 cm. Hon spelade som back. Hon avslutade karriären 2008.

## Landslagskarriär
Oksana Romenskaja har spelat 169 landskamper för det ryska landslaget. Med Ryssland blev hon världsmästare i Italien 2001, 2005 hemma i Sankt Petersburg och i Frankrike 2007; Hon tog silver i EM 2006 och brons  i EM 2000. Hon tog OS-silver i damernas turnering i samband med de olympiska handbollstävlingarna 2008 i Peking.